# 1994 في فنلندا
فيما يلي قوائم الأحداث التي وقعت خلال عام 1994 في فنلندا.

## سياسة

### تعيين في المنصب
- 1 مارس – مارتي أهتيسآري رئيس فنلندا.
- 1 مايو – أنيلي يآتينماكي وزير العدل [الإنجليزية]‏.

### انتهاء فترة المنصب
- 1 مارس – ماونو كويفيستو رئيس فنلندا.

## ظهور
- 1 يناير – ذا راسموس

## مواليد

### يوليو
- 10 يوليو – نيكلاس آجو متسابق دراجات نارية فنلندي.
- 26 يوليو – إيلا ليفو لاعبة كرة مضرب فنلندية.

### سبتمبر
- 13 سبتمبر – جويل بوهيانبالو لاعب كرة قدم فنلندي.

## وفيات

### أبريل
- 12 أبريل – إليسا ألتو (مواليد 1922) مهندسة معمارية فنلندية.